# Sport Club Concordia von 1907 1963-1964
Questa voce raccoglie le informazioni riguardanti lo Sport Club Concordia von 1907 nelle competizioni ufficiali della stagione 1963-1964.

## Stagione
Nella stagione 1963-1964 il Concordia Amburgo, allenato da Günter Woitas, concluse il campionato di Regionalliga nord al 16º posto.

## Rosa
| N. |                     | Ruolo | Calciatore       |
| -- | ------------------- | ----- | ---------------- |
|    | Germania (bandiera) | P     | Harald Voigt     |
|    | Germania (bandiera) | D     | Jochen Buchner   |
|    | Germania (bandiera) | D     | Gerd Meister     |
|    | Germania (bandiera) | D     | Hans Reichert    |
|    | Germania (bandiera) | D     | Walter Vogt      |
|    | Germania (bandiera) | D     | Jürgen Weidlandt |
|    | Germania (bandiera) | C     | Werner Bayerl    |

| N. |                     | Ruolo | Calciatore        |
| -- | ------------------- | ----- | ----------------- |
|    | Germania (bandiera) | C     | Kurt Heitland     |
|    | Germania (bandiera) | C     | Manfred Junke     |
|    | Germania (bandiera) | C     | Claus Martens     |
|    | Germania (bandiera) | C     | Volker Waldmüller |
|    | Germania (bandiera) | A     | Heiner Castorff   |
|    | Germania (bandiera) | A     | Günter Hoffmann   |
|    | Germania (bandiera) | A     | Ingo Paulsen      |

## Organigramma societario
Area tecnica
- Allenatore: Günter Woitas
- Allenatore in seconda:
- Preparatore dei portieri:
- Preparatori atletici:
- Analisi video:

## Calciomercato

### Sessione estiva
| Acquisti | Acquisti | Acquisti | Acquisti |
| R.       | Nome     | da       | Modalità |
| -------- | -------- | -------- | -------- |

| Cessioni | Cessioni    | Cessioni  | Cessioni |
| R.       | Nome        | a         | Modalità |
| -------- | ----------- | --------- | -------- |
| P        | Artur Reiss | Pirmasens |          |

## Risultati

### Regionalliga

#### Girone di andata
| 11 agosto 1963 1ª giornata | Barmbek-Uhlenhorst | 2 – 1 | Concordia Amburgo |  |

| 18 agosto 1963 2ª giornata | Concordia Amburgo | 2 – 5 | Arminia Hannover |  |

| 25 agosto 1963 3ª giornata | Concordia Amburgo | 0 – 5 | Hannover 96 |  |

| 1º settembre 1963 4ª giornata | Bergedorf | 3 – 0 | Concordia Amburgo |  |

| 8 settembre 1963 5ª giornata | Hildesheim | 2 – 0 | Concordia Amburgo |  |

| 15 settembre 1963 6ª giornata | Concordia Amburgo | 0 – 2 | Lubecca |  |

| 22 settembre 1963 7ª giornata | Friedrichsort | 3 – 2 | Concordia Amburgo |  |

| 6 ottobre 1963 8ª giornata | Concordia Amburgo | 1 – 4 | Holstein Kiel |  |

| 13 ottobre 1963 9ª giornata | St. Pauli | 1 – 2 | Concordia Amburgo |  |

| 20 ottobre 1963 10ª giornata | Concordia Amburgo | 1 – 3 | Altona 93 |  |

| 27 ottobre 1963 11ª giornata | Neumünster | 1 – 1 | Concordia Amburgo |  |

| 10 novembre 1963 12ª giornata | Concordia Amburgo | 3 – 0 | Osnabrück |  |

| 17 novembre 1963 13ª giornata | Oldenburg | 2 – 0 | Concordia Amburgo |  |

| 24 novembre 1963 14ª giornata | Concordia Amburgo | 1 – 1 | Bremerhaven |  |

| 1º dicembre 1963 15ª giornata | Wolfsburg | 0 – 0 | Concordia Amburgo |  |

| 8 dicembre 1963 16ª giornata | Concordia Amburgo | 4 – 0 | VfL Oldenburg |  |

| 15 dicembre 1963 17ª giornata | Victoria Amburgo | 3 – 2 | Concordia Amburgo |  |

#### Girone di ritorno
| 5 gennaio 1964 18ª giornata | Concordia Amburgo | 0 – 3 | Wolfsburg |  |

| 12 gennaio 1964 19ª giornata | Bremerhaven | 2 – 1 | Concordia Amburgo |  |

| 19 gennaio 1964 20ª giornata | VfL Oldenburg | 1 – 1 | Concordia Amburgo |  |

| 26 aprile 1964 21ª giornata | Concordia Amburgo | 1 – 2 | Victoria Amburgo |  |

| 2 febbraio 1964 22ª giornata | Hannover 96 | 0 – 0 | Concordia Amburgo |  |

| 9 febbraio 1964 23ª giornata | Concordia Amburgo | 1 – 2 | Bergedorf |  |

| 16 febbraio 1964 24ª giornata | Concordia Amburgo | 2 – 1 | Hildesheim |  |

| 23 febbraio 1964 25ª giornata | Lubecca | 2 – 0 | Concordia Amburgo |  |

| 2 marzo 1964 26ª giornata | Concordia Amburgo | 5 – 1 | Friedrichsort |  |

| 8 marzo 1964 27ª giornata | Holstein Kiel | 3 – 0 | Concordia Amburgo |  |

| 15 marzo 1964 28ª giornata | Concordia Amburgo | 0 – 2 | St. Pauli |  |

| 29 aprile 1964 29ª giornata | Altona 93 | 0 – 2 | Concordia Amburgo |  |

| 5 aprile 1964 30ª giornata | Concordia Amburgo | 2 – 0 | Neumünster |  |

| 12 aprile 1964 31ª giornata | Osnabrück | 0 – 0 | Concordia Amburgo |  |

| 19 aprile 1964 32ª giornata | Concordia Amburgo | 1 – 4 | Oldenburg |  |

| 3 maggio 1964 33ª giornata | Concordia Amburgo | 2 – 1 | Barmbek-Uhlenhorst |  |

| 10 maggio 1964 34ª giornata | Arminia Hannover | 1 – 1 | Concordia Amburgo |  |

## Statistiche

### Statistiche di squadra
| Competizione      | Punti | In casa | In casa | In casa | In casa | In casa | In casa | In trasferta | In trasferta | In trasferta | In trasferta | In trasferta | In trasferta | Totale | Totale | Totale | Totale | Totale | Totale | DR  |
| Competizione      | Punti | G       | V       | N       | P       | Gf      | Gs      | G            | V            | N            | P            | Gf           | Gs           | G      | V      | N      | P      | Gf     | Gs     | DR  |
| ----------------- | ----- | ------- | ------- | ------- | ------- | ------- | ------- | ------------ | ------------ | ------------ | ------------ | ------------ | ------------ | ------ | ------ | ------ | ------ | ------ | ------ | --- |
| Regionalliga nord | 23    | 17      | 6       | 1       | 10      | 26      | 36      | 17           | 2            | 6            | 9            | 13           | 26           | 34     | 8      | 7      | 19     | 39     | 62     | -23 |
| Totale            | 23    | 17      | 6       | 1       | 10      | 26      | 36      | 17           | 2            | 6            | 9            | 13           | 26           | 34     | 8      | 7      | 19     | 39     | 62     | -23 |

### Andamento in campionato
| Giornata  | 1  | 2  | 3  | 4  | 5  | 6  | 7  | 8  | 9  | 10 | 11 | 12 | 13 | 14 | 15 | 16 | 17 | 18 | 19 | 20 | 21 | 22 | 23 | 24 | 25 | 26 | 27 | 28 | 29 | 30 | 31 | 32 | 33 | 34 |
| --------- | -- | -- | -- | -- | -- | -- | -- | -- | -- | -- | -- | -- | -- | -- | -- | -- | -- | -- | -- | -- | -- | -- | -- | -- | -- | -- | -- | -- | -- | -- | -- | -- | -- | -- |
| Luogo     | T  | C  | C  | T  | T  | C  | T  | C  | T  | C  | T  | C  | T  | C  | T  | C  | T  | C  | T  | T  | C  | T  | C  | C  | T  | C  | T  | C  | T  | C  | T  | C  | C  | T  |
| Risultato | P  | P  | P  | P  | P  | P  | P  | P  | V  | P  | N  | V  | P  | N  | N  | V  | P  | P  | P  | N  | P  | N  | P  | V  | P  | V  | P  | P  | V  | V  | N  | P  | V  | N  |
| Posizione | 13 | 16 | 18 | 18 | 18 | 18 | 18 | 18 | 18 | 18 | 18 | 18 | 18 | 18 | 18 | 18 | 18 | 18 | 18 | 18 | 18 | 18 | 18 | 18 | 18 | 18 | 18 | 18 | 18 | 17 | 17 | 17 | 15 | 16 |

Legenda:

Luogo: C = Casa; T = Trasferta. Risultato: V = Vittoria; N = Pareggio; P = Sconfitta.